# Грегор, Андреас
Андреас Грегор (нем. Andreas Gregor; род. 27 апреля 1955, Дрезден) — немецкий гребец, рулевой, выступавший за сборную ГДР по академической гребле в период 1977—1983 годов. Чемпион летних Олимпийских игр в Москве, четырёхкратный чемпион мира, победитель и призёр многих регат национального значения.

## Биография
Андреас Грегор родился 27 апреля 1955 года в Дрездене, ГДР. Проходил подготовку в местном спортивном клубе «Айнхайт Дрезден» под руководством тренера Ханса Экштайна.
Первого серьёзного успеха на взрослом международном уровне добился в сезоне 1977 года, когда вошёл в основной состав восточногерманской национальной сборной и побывал на чемпионате мира в Амстердаме, откуда привёз награду золотого достоинства, выигранную в зачёте распашных рулевых четвёрок.
В 1978 году выступил на мировом первенстве в Карапиро, где вновь одержал победу в четвёрках.
Благодаря череде удачных выступлений удостоился права защищать честь страны на летних Олимпийских играх 1980 года в Москве — совместно с Готтфридом Дёном, Дитером Вендишом, Вальтером Диснером и Улльрихом Диснером победил в зачёте распашных рулевых четвёрок, получив золотую олимпийскую медаль. За это выдающееся достижение по итогам сезона был награждён орденом «За заслуги перед Отечеством» в серебре.
После московской Олимпиады Грегор остался в составе гребной команды ГДР и продолжил принимать участие в крупнейших международных регатах. Так, в 1982 году он одержал победу в рулевых четвёрках на чемпионате мира в Люцерне.
На мировом первенстве 1983 года в Дуйсбурге победил в рулевых двойках, став таким образом четырёхкратным чемпионом мира по академической гребле.
Будучи по образованию механиком, впоследствии работал на судостроительной верфи. Был смотрителем в центре олимпийской подготовки в Дрездене.